# Swiss Indoors 1997
Lo Swiss Indoors 1997, noto anche come Davidoff Swiss Indoors per motivi di sponsorizzazione, è stato un torneo di tennis giocato sul cemento indoor.
È stata la 28ª edizione dell'evento e faceva parte delle World Series nell'ambito dell'ATP Tour 1997. Il torneo si è giocato alla St. Jakobshalle di Basilea, in Svizzera, dal 30 settembre al 5 ottobre 1997.

## Campioni

### Singolare
Greg Rusedski ha battuto in finale  Mark Philippoussis con il punteggio di 6–3, 7–6(6), 7–6(3)

### Doppio
Tim Henman /  Marc Rosset hanno battuto in finale  Karsten Braasch /  Jim Grabb con il punteggio di 7–6(2) 6(2)–7 7–6(4)